# 演歌の女王
『演歌の女王』（えんかのじょおう）は、2007年1月13日から3月17日まで毎週土曜日21:00 - 21:54 に、日本テレビ系の「土曜ドラマ」枠で放送された日本のテレビドラマ。

## 概要
同作品は、同じ土曜9時枠で2005年夏季（7 - 9月）に放送された『女王の教室』主演の天海祐希と、その作品の製作スタッフが再び登場した作品である。今回の天海の役どころは題名通り演歌歌手だが、愛した男に近付くと、なぜか不幸が降り掛かって来るという設定。基本的にはコメディドラマであり、『女王の教室』のシリアス要素はほとんど無く内容面での直接的な関係も無い。

## あらすじ
主人公・大河内ひまわり（本名／信友幸子（のぶとも・さちこ））は大阪市の下町に育つ。くじには一回も当たった事が無い、じゃんけんは必ず負ける、犬の糞をしばしば踏んづけてしまう、など日本一不幸な女。子供の頃、父から歌の才能を見出されたが、父はひまわりが13歳の時に女を作って蒸発。さらに再婚した母からも嫌われる羽目となり、高校卒業とともに上京し演歌歌手を本格的に目指す。「女のわかれ道」がプチヒットしたが、その後なかなかCDが売れず、借金を背負い、歌手の活動の傍らパートタイマーの仕事をこなす日々を送り人生の苦境に立たされた…。

## キャスト

### 主要人物
大河内 ひまわり〈39〉（本名：信友幸子）
演 - 天海祐希
主人公。演歌歌手。うお座。「女のわかれ道」が売上5万枚（劇中での設定）のプチヒットとなった以外は、鳴かず飛ばずの状態。「なんちゃって」「て言うかさ」「一人ぼっちは寂しいよ…」が口癖。子供の頃はいじめられっ子で、何度か死のうと思い詰めた事があった。啖呵を切って人を説教する空想癖がある。後半の週からは現実に本当にキレて説教するようになって来ている。普段は天真爛漫で正義感があり人はいいのだが、何をしても空回り。
常人なら間違いなく意識不明の重体もしくは致命傷となってしまう様な事故に遭っても、軽傷で済んでしまうほどの現代医学を超越した肉体の持ち主。
田丸 ヒトシ〈40〉
演 - 原田泰造
ひまわりの元恋人、花田 信の実の父親。ひまわりが唯一怒鳴ることができる人物。元キャバ嬢の真佐美と「できちゃった結婚」。真佐美と結婚する前に、花田鏡子という別の女性と結婚し信を授かったが、離婚している（バツイチ）。
やる事は破天荒（序盤ではひまわりの家の荷物を全て売り飛ばして金に変えたこともある）で、人の話も全く聞かない。都合が悪くなると「俺、そんな事言ったっけ?」などと明け透けな事をいう史上最低な男である。ひまわりの怒りが頂点に達すると「生きててごめんね?」と暢気に発言し、煙に巻くが、こんな男でも親は大事にしている様である。終盤では母が病気で苦しむ姿に耐えられなくなり病院で心中を試みるが結果的に母は自殺してしまい、ひまわりと共に警察に追われる身となるが最終的に反省して出頭した。
一条（田丸） 真佐美〈25〉
演 - 酒井若菜
ヒトシの妻。元ヤンキー・キャバ嬢で、何度も温水刑事の世話になっている人物。顔と胸の整形や年齢詐称もし、「呉服屋なら沢山金あるでしょ。だからヒトシと結婚したの」「自分が幸せになれればいいの」と発言する。結婚後もしつこくヒトシを訪ねて来るひまわりを厄介だと思っており、目につく度に嫌がらせをしている。「妊娠した」と言うのもどうも怪しい空気であったが本当である。
第7幕目で、ひまわりの説教を受けた後、泣いてヒトシを取らないで欲しいと頼むまでに改心する。
五味 貞子〈13〉
演 - 成海璃子
元いじめられっ子で、ひまわりと並び不幸な少女。自殺をしようとしていたがひまわりに助けられた。とても暗い感じで、気配がなく、背後から突然現れる。自分より不幸なひまわりを「師匠」と呼び、「弟子にして下さい」と志願。その存在感の薄さから誰にも気付かれる事無く尾行出来る。第5話で意中の男子にバレンタインのチョコレートを渡そうとするが、「無理」と断られる。ひまわりの演歌活動が困難となり、代わりに芸名「大河内小ひまわり」として演歌活動する事になる。
幸子〈13〉（実父が女を作って蒸発した当時のひまわり）
演 - 福田麻由子
ひまわりが重大な決心をする時や思い悩んでいる時等に「幻想」の形で、大人のひまわりの前に現れる。今のひまわりからは想像し難い冷静なアドバイスを、大人のひまわりにする。

### ひまわりを見守る人々
志田〈45〉
演 - 半海一晃
3代続く病院の院長。瀕死の重傷で病院に運ばれて来るひまわりの治療を、なぜか毎回担当する。毎回、志田が「今夜がヤマでしょう」と言った途端、ひまわりがガバッとベッド上で起き上がり、「私、死んでないから」と返ってくるので、最初は驚いていたものの、もはや「彼女は不死身」「（ひまわりの症例を）学会で発表しよう」と、割り切った。酒が入ると人が変わる。
貞子がひまわりの消息を気遣い志田を訪ねた際に、ひまわりの姿を見て国境なき医師団に参加する事にしたと言う。
矢沢〈30〉
演 - 平山広行
ひまわりのパート先の店長で、ロックを心から愛している男。音楽を聴いて仕事をしていない。一度ひまわりにIPodを熱した天ぷら鍋に落とされ壊された事もある。「店長」と呼ばれるのが厭で、本人曰く「店長」では無く「マネージャー」らしい。
温水 啓司〈50〉
演 - 温水洋一
刑事。バツイチで、ひまわりとお見合いをしたが進展は無い。温水はひまわりに惹かれている。その後、ひまわりとはトンチンカンな事件や事故で顔を会わせる事になる。自分には交番勤務が合うと言い、異動願を提出する。
萩本 次郎〈50〉
演 - 段田安則
ひまわりの元マネージャー。口癖は「YOU!」、「三つの○○」（その時々により色々な言葉が入る）である。未だにひまわりの身を案じてくれたり、仕事を回してくれたりするが、独断で物事を決める事もある。第六幕では熟年離婚の危機に遭遇、悲観し飛び降り自殺を図ろうとするが、ひまわりが助け命を取り留めた。後に大河内小ひまわり（貞子の芸名）のマネージャーにもなる。

### その他
信友 星江〈57〉
演 - 高畑淳子
ひまわりの実母。大阪でたこ焼き屋をしていたが、ホストクラブの為に売却してしまう。化粧も服装も派手で声が大きい。大借金で自暴自棄となり、ひまわりに八つ当たりする勝也に、幼い頃ひまわりがどれだけ勝也を愛し大切に想っていたかを説教する。Mr.Childrenの大ファンで着メロが「ニシエヒガシエ」である。
信友 勝也〈27〉
演 - 黄川田将也
ひまわりの異父弟。デイトレーダー。順調で自分を勝ち組だと思っている。常にクールで目を見て話をしない。何度も訪ねて来る姉と母を毛嫌いし、「もう来ないで下さい。迷惑なんです」と主張していたが、第五幕では母と共に生活するのに納得した。第九幕ではデイトレードで失敗し自宅等を差し押さえられる程の借金まみれの状態となり、「俺は一生負け組なんだよ!」と言い睡眠薬で自殺を図ろうとするが、ひまわりの心からの優しさを母・星江から聞かされ、人生をやり直そうと思い直す。
花田 信〈7〉
演 - 武井証
ヒトシの隠し子。可愛らしい姿に反し冷静に物事を見極め、鋭くひまわりの心を見抜く。しかし、本当は親に愛されない事に淋しさを感じている。実母・花田鏡子と同居している愛人に虐待されたり、小学校にも通わせてもらっていない事を知ったひまわりが、自分のアパートに居候させる。実母が愛人に暴力を振るわれているのを見かねた信が、「お母さんはボクが守る!」と言う。こうして再び実母の下で暮らす事となり、小学校へも通える様になった。
田丸 道代〈70〉
演 - 池内淳子
ヒトシの母。控えめで温和な性格で、1人で呉服屋を経営している。ヒトシのことを常に気に掛け、何かとひまわりに相談する。ある悩み事（アルツハイマー型認知症）を抱え、ひまわりには悩み事を知られているので、「ヒトシたちに心配掛けるから内緒にしておいてね」と懇願する。ひまわりの曲「女のわかれ道」を、「とてもいい歌」と甚く気に入っている。物語が進むにつれ病気が酷くなっていき第八幕で毒薬と思われるものを飲み自殺を図る。救命措置開始35分後に死亡が確認された。
志田病院の看護師
演 - 橋谷ゆかり
ひまわりが入院する度に診察に付き添っている。ひまわりの不死身の姿を学会に報告しようとした志田に、ただ強気に「はい!」と答えたが、信じてもらえなかった。白衣姿で登場しているのはこの看護師だけである。

### ゲスト
第1幕
- 幸田 - 羽田美智子

第2幕
- 花田鏡子 - 西山繭子
- 花田良一 - 村井克行
- 内田 - 前田樹
- 西原信裕
- 高橋伯明
- 梅岡南斗

第3幕
- ひまわりが貞子と間違えた女の子の父 - 大河内浩
- 貞子クラスメイト - 佐々木ひかり
- 貞子クラスメイト - 伊藤沙莉
- 貞子クラスメイト - 野村エリヤ
- 貞子クラスメイト - 登野城佑真
- 貞子クラスメイト - 鬼頭歌乃
- 貞子クラスメイト - 角池恵里菜
- 女の子 - 高田彩香
- 西原信裕
- 高橋伯明
- 高橋香波
- 押川大輔

第4幕
- 深大寺哲矢 - 高杉瑞穂

第5幕
- 男子学生 - 松川尚瑠輝

第6幕
- ジョージ山本 - 山本譲二
- 奥平和夫（E-1グランプリのプロデューサー） - 羽場裕一

第7幕
- ヒトシの兄 - 矢島健一
- ヒトシの妹 - 中島ひろ子

第9幕
- 島津晋造〈62〉（ひまわりの父） - 西岡徳馬（特別出演）

最終幕
- 貞子クラスメイト - 梶原ひかり
- 貞子クラスメイト - 柳田衣里佳
- 貞子クラスメイト - 伊藤沙莉
- 貞子クラスメイト - 佐々木ひかり
- 貞子クラスメイト - 鎌田篤
- 貞子クラスメイト - 押川大輔
- 中学生 - 登野城佑真
- 中学生 - 針井翔太郎
- 中学生 - 志賀谷ゆい
- 柳谷ユカ

## スタッフ
- 原作 - 日本テレビオリジナル物語
- 脚本 - 遊川和彦
- 音楽 - 池頼広
- 演出 - 大塚恭司、岩本仁志、木内健人
- 主題歌 - 平井堅「君の好きなとこ」（デフスターレコーズ）
- 美術デザイン -  高野雅裕
- プロデューサー - 大平太、太田雅晴
- 製作協力 - 5年D組
- 製作著作 - 日本テレビ放送網

## 放送日程
| 各話                                                      | 放送日        | サブタイトル                                              | 演出     | 視聴率 |
| --------------------------------------------------------- | ------------- | --------------------------------------------------------- | -------- | ------ |
| 第1幕                                                     | 2007年1月13日 | オーマイガッ!! こんな不幸な女がいたの!?大河内ひまわり登場 | 大塚恭司 | 10.9%  |
| 第2幕                                                     | 2007年1月20日 | 不幸を食べ､幸せを生む不死身のおんな                       | 大塚恭司 | 09.5%  |
| 第3幕                                                     | 2007年1月27日 | いま、イジメられている君へ…                               | 岩本仁志 | 08.5%  |
| 第4幕                                                     | 2007年2月03日 | 好きな人にうまく告白する方法                              | 木内健人 | 09.9%  |
| 第5幕                                                     | 2007年2月10日 | 家族が危ない!! 最後の救出作戦                             | 大塚恭司 | 08.2%  |
| 第6幕                                                     | 2007年2月17日 | 初の生熱唱が奇跡を起こした!!                              | 岩本仁志 | 08.0%  |
| 第7幕                                                     | 2007年2月24日 | サヨナラあなた東京を捨てます                              | 木内健人 | 09.1%  |
| 第8幕                                                     | 2007年3月03日 | アンタ殺して、ワタシも死ぬ!                               | 岩本仁志 | 08.7%  |
| 第9幕                                                     | 2007年3月10日 | 死ぬか生きるか? 女のわかれ道                              | 木内健人 | 07.7%  |
| 最終幕                                                    | 2007年3月17日 | 天まで響く歌声が起こした奇跡                              | 大塚恭司 | 10.4%  |
| 平均視聴率 9.2%（視聴率は関東地区・ビデオリサーチ社調べ） |               |                                                           |          |        |

## エピソード
- 番組中にはこのドラマのために「女のわかれ道」なる新楽曲が登場する。この歌の作曲者は歌バカ堅三郎となっているが、実際に作曲したのは平井堅（「歌バカ堅三郎」とは平井が2005年11月に発売したベストアルバム『歌バカ』にちなんだもの）であり、歌詞の中に「天城越え」ならぬ「天海越え」や「天海祐希」ならぬ「天海雪」という言葉が入っている。「女のわかれ道」のCD化は未定だが、レコード会社直営で着うたフル配信しており、フルコーラスが聞ける。ソニー・ミュージックにて、番組終了後PC向け音楽配信によるリリースもスタートした。ホームページ上では、CD化の要望が殺到していたが、掲示板の書き込み期間終了と共に、「CD化は無い」とプロデューサーからコメントがあった。
- 天海祐希は、同局のドラマ『ラストプレゼント 娘と生きる最後の夏』、『女王の教室』で共演した福田麻由子と3度目の共演である。『女王の教室』共演者は他に、酒井若菜、武井証、半海一晃、西岡徳馬、矢島健一、羽田美智子（第一幕）、松川尚瑠輝（第五幕）、梶原ひかり（最終幕）。『女王の教室』スタッフながらも志田未来の出演は無かったが、半海一晃演じる医師の役名が「志田」、病院名も「志田病院」となっている。第三幕で「イメージできる?」、「いい加減目覚めろよ」という『女王の教室』に似た台詞が出て来るが、それらは全て妄想で終わる。最終幕では、『女王の教室』でも象徴となっていた蝶が随所で登場した。
- 田丸ヒトシ（原田）は、24時間テレビ 「愛は地球を救う」（1994年）のオリジナルTシャツを着用している。これは、原田が司会を務めていた『銭形金太郎』の中で有田哲平（くりぃむしちゅー）が歌った相方の上田晋也をネタにした即興の曲「ウチの相方XIII」の歌詞の一部「24時間テレビの 黄色いTシャツを私服に使う」が元ネタである。ただし、上田が私服として着ているとされるTシャツは1994年のものではなく1996年のものと歌われている。
- 第七幕の最後の場面に出てくる外用駅は、銚子電気鉄道の外川駅である。最終話の撮影にも銚子電鉄を使用している。